# بمب‌گذاری ۲۰۱۸ مایدوگوری
بمب‌گذاری ۲۰۱۸ مایدوگوری در ساعت ۸ غروب روز جمعه ۱۶ فوریه توسط سه بمب‌گذار انتحاری در شمال شرقی نیجریه در یک بازار ماهی صورت گرفت که باعث کشته شدن ۱۸ نفر و زخمی شدن ۲۲ نفر شدند.

## شرح ماجرا
بعدازظهر جمعه ۱۶ فوریه ۲۰۱۸ ساعت ۸ به وقت محلی سه بمب در یک بازار ماهی حدود ۲۰ کیلومتر (۱۲ مایل) از مرکز شهر مایدوگوری در ایالت بورنو در شمال شرقی نیجریه توسط سه بمب‌گذار منفجر شد.

## تلفات
در جریان این بمب‌گذاری‌ها ۱۸ نفر کشته و ۲۲ نفر زخمی شدند.

## مظنونین
مسئولیت این بمب‌گذاریها را کسی به‌عهده نگرفته‌است، اما استفاده از بمب‌گذاران انتحاری در مناطق شلوغ، نشانه‌ای از گروه ستیزه‌جوی افراط‌گرای اسلامی (بوکوحرام) است که از سال ۲۰۰۹ بیش از ۲۰٬۰۰۰ نفر را کشت و بیش از دو میلیون نفر را مجبور به فرار از خانه‌های خود کرده‌است.

## پیشینه
در تاریخ ۱۷ ژانویه ۲۰۱۸ در دو حمله بمب‌گذاری بوکو حرام در نیجریه ۱۲ نفر جان خود را از دست داده و ۴۸ نفر نیز مجروح شدند.